# Pollen: The Swarm Part Three
Pollen: The Swarm Part Three – kompilacyjny album amerykańskiej grupy hip-hopowej Wu-Tang Clan i artystów powiązanych z grupą nagrany pod nazwą Wu-Tang Killa Beez i wydany 22 czerwca 2010 roku nakładem wytwórni Wu Music Group.

## Lista utworów
Opracowano na podstawie źródła.
| #  | Tytuł                     | Wykonanie                                                    |
| -- | ------------------------- | ------------------------------------------------------------ |
| 1  | Roll With Killer Bees     | - Yellow Jackets                                             |
| 2  | Headline                  | - Reverend William Burk - Prodigal Sunn - 12 O'Clock - Amrel |
| 3  | Assed Out                 | - Wu-Tang Clan                                               |
| 4  | Dirts The Boogie          | - Ol' Dirty Bastard - Boy Jones                              |
| 5  | You Must Be Dreaming      | - RZA - Beretta 9                                            |
| 6  | M.E.F.                    | - Method Man                                                 |
| 7  | Smooth Sailing            | - Ghostface Killah - Trife Da God - Solomon Childs           |
| 8  | Get It Started            | - King Just - Nate - Y.C.                                    |
| 9  | Faced Down                | - Streetlife                                                 |
| 10 | The Testimony             | - Remedy - Killah Priest                                     |
| 11 | Action                    | - Solomon Childs                                             |
| 12 | No Game Around Here       | - Wu-Tang Killa Bees                                         |
| 13 | Into You                  | - Reverend William Burk - Rugged Monk                        |
| 14 | Transporting              | - Remedy - JoJo Pellegrino                                   |
| 15 | Flight Of The Killer Bees | - Prodigal Sunn - Reverend William Burk                      |